# Liste der Bodendenkmale in Templin
In der Liste der Bodendenkmale in Templin sind alle Bodendenkmale der brandenburgischen Stadt Templin und ihrer Ortsteile aufgelistet. Grundlage ist die Veröffentlichung der Landesdenkmalliste mit dem Stand vom 31. Dezember 2020.
Die Baudenkmale sind in der Liste der Baudenkmale in Templin aufgeführt.

## Bodendenkmale
| Gemarkung                         | Flur                   | Kurzansprache | Bodendenkmalnummer | Bemerkung | Bild |
| --------------------------------- | ---------------------- | --- | ------------------ | --------- | ---- |
| Ahrensdorf (Lage)                 | 1                      | Siedlung Ur- und Frühgeschichte                                                                                                   | 140669             |           |      |
| Ahrensdorf (Lage)                 | 1                      | Siedlung deutsches Mittelalter | 140670             |           |      |
| Ahrensdorf (Lage)                 | 1                      | Siedlung Neolithikum | 140671             |           |      |
| Ahrensdorf (Lage)                 | 1                      | Rast- und Werkplatz Mesolithikum                                                                                                  | 140672             |           |      |
| Ahrensdorf (Lage)                 | 1                      | Rast- und Werkplatz Mesolithikum                                                                                                  | 140673             |           |      |
| Groß Dölln (Lage)                 | 4                      | Siedlung Neolithikum | 140653             |           |      |
| Bebersee (Lage)                   | 3                      | Siedlung slawisches Mittelalter, Wüstung deutsches Mittelalter                                                                    | 40260              |           |      |
| Hammelspring (Lage)               | 11                     | Rast- und Werkplatz Steinzeit | 70464              |           |      |
| Petznick (Lage)                   | 1, 2                   | Siedlung deutsches Mittelalter | 140576             |           |      |
| Petznick (Lage)                   | 2                      | Hügelgräberfeld Bronzezeit | 140624             |           |      |
| Petznick (Lage)                   | 2                      | Hügelgrab Bronzezeit | 140625             |           |      |
| Petznick (Lage)                   | 2                      | Hügelgrab Bronzezeit | 140626             |           |      |
| Petznick (Lage)                   | 2                      | Hügelgrab Bronzezeit | 140627             |           |      |
| Petznick (Lage)                   | 2                      | Hügelgrab Bronzezeit | 140628             |           |      |
| Petznick (Lage)                   | 2                      | Hügelgrab Bronzezeit | 140629             |           |      |
| Templin (Lage)                    | 18, 40, 41, 42, 43, 50 | Altstadt deutsches Mittelalter, Einzelfund slawisches Mittelalter, Siedlung Bronze-zeit, Einzelfund Neolithikum, Altstadt Neuzeit | 140129             |           |      |
| Templin (Lage)                    | 17, 18                 | Siedlung slawisches Mittelalter                                                                                                   | 140390             |           |      |
| Templin (Lage)                    | 17                     | Siedlung Neolithikum | 140391             |           |      |
| Templin (Lage)                    | 18, 42                 | Burgwall deutsches Mittelalter | 140392             |           |      |
| Templin (Lage)                    | 31                     | Grab Neolithikum | 140393             |           |      |
| Templin (Lage)                    | 31, 39                 | Siedlung deutsches Mittelalter | 140394             |           |      |
| Templin (Lage)                    | 44                     | Siedlung Steinzeit | 140395             |           |      |
| Templin (Lage)                    | 31                     | Grab Neolithikum | 140397             |           |      |
| Templin (Lage)                    | 31                     | Gräberfeld Bronzezeit | 140398             |           |      |
| Templin (Lage)                    | 31                     | Siedlung Ur- und Frühgeschichte                                                                                                   | 140400             |           |      |
| Templin (Lage)                    | 28, 31                 | Siedlung slawisches Mittelalter, Siedlung Bronzezeit                                                                              | 140456             |           |      |
| Templin (Lage)                    | 4                      | Siedlung Urgeschichte | 140679             |           |      |
| Dargersdorf (Lage)                | 2                      | Siedlung deutsches Mittelalter | 140616             |           |      |
| Dargersdorf (Lage)                | 2, 3                   | Siedlung Bronzezeit | 140618             |           |      |
| Dargersdorf (Lage)                | 1                      | Siedlung Bronzezeit | 140619             |           |      |
| Dargersdorf (Lage)                | 1                      | Siedlung Eisenzeit, Siedlung Bronzezeit                                                                                           | 140620             |           |      |
| Dargersdorf, Vietmannsdorf (Lage) | 1, 2, 1                | Grab deutsches Mittelalter, Siedlung Bronzezeit, Dorfkern deutsches Mittelalter, Siedlung slawisches Mittelalter                  | 140621             |           |      |
| Vietmannsdorf (Lage)              | 6                      | Siedlung Neolithikum | 140622             |           |      |